# Ellezelles

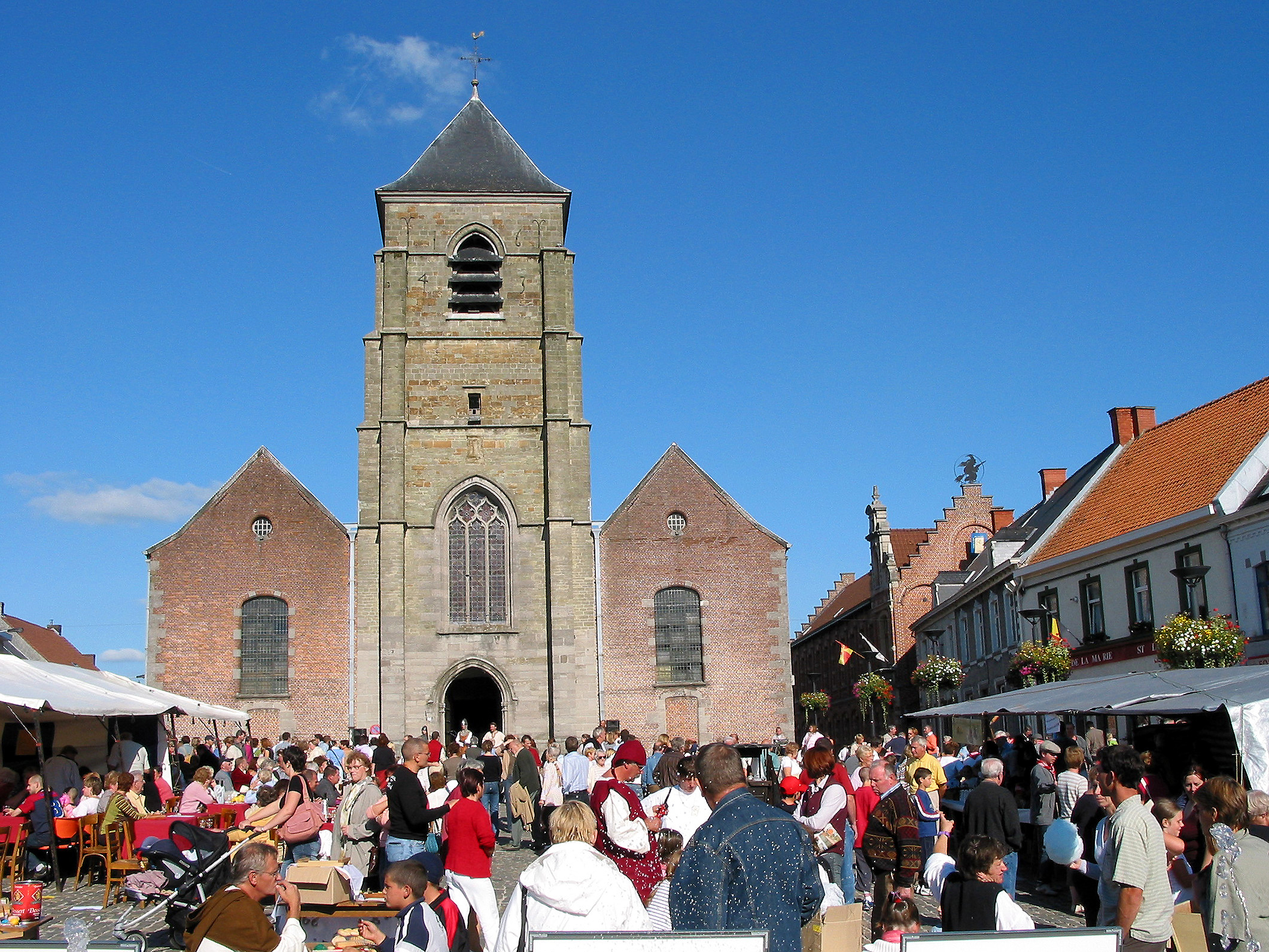
Ellezelles, chợ và nhà thờ.

Ellezelles (Tiếng Hà Lan Elzele) là một đô thị của Bỉ, tọa lạc trong tỉnh Hainaut. Đô thị này gồm các đô thị cũ Ellezelles, La Hamaide, và Wodecq.
Đô thị này có diện tích 44.69 km², dân số thời điểm ngày 1 tháng 1 năm 2006 là 5676 người, mật độ dân số là 127 người/km².